# Faltcaravan

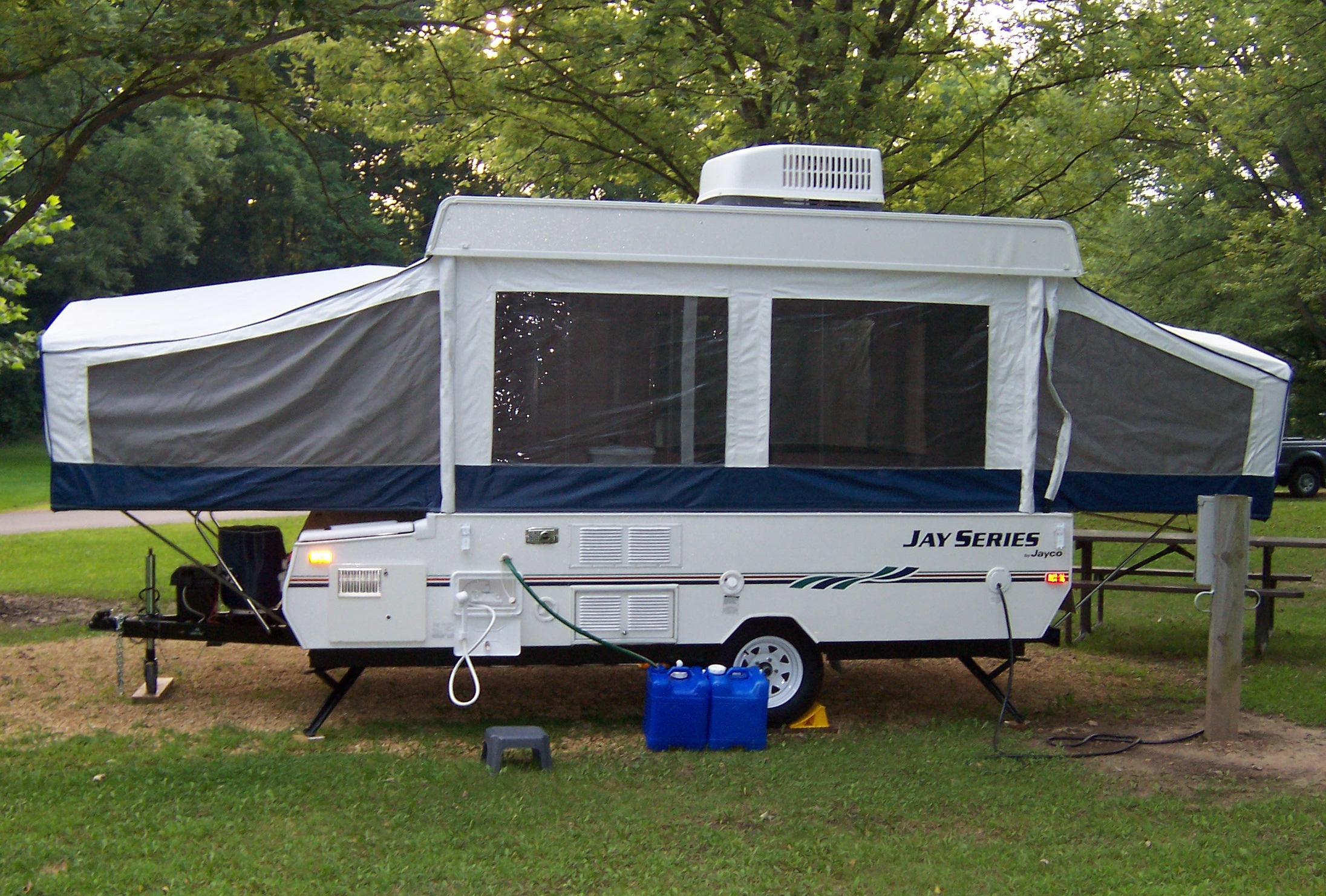
Ein entfalteter Caravan

Ein Faltcaravan ist ein Anhänger für Kraftfahrzeuge, aus dem sich ein Zelt oder vollständiger Wohnwagen zum Campen entfalten lässt. Im aufgefalteten Zustand bleibt das Zelt mit dem Anhänger fest verbunden. Faltwohnwagen können aber auch gänzlich aus anhängenden, faltbaren Wandflächen bestehen.

## Begriff
Geläufige Synonyme sind „Zeltanhänger“, beispielsweise die in der DDR verbreiteten „Klappfix“ (eigentlich Camptourist und über die Niederlande vertrieben unter dem Namen Alpenkreuzer) oder die ebenfalls aus der DDR stammenden Rhön Universal, „Faltanhänger“, „Falter“, „Faltwohnwagen“ und „Klappi“.
Bekannte Beispiele hierfür sind der Esterel und die Modelle von Rapido. Weitere bekannte Firmen sind Raclet, Opera, Combi-Camp, Holtkamper, Campwerk, Camp-let, 3Dog, Snugcamp, Trigano und Dingo-Tec.
An dieser Stelle ebenso zu nennen sind Wohnwagen mit Hubdach, wie beispielsweise die Eriba Touring-Serie, eine Wohnwagen-Baureihe mit geringer Stehhöhe, die durch Ausstellen des Hubdachs im Bereich außerhalb der Schlaf- und Sitzgruppen auf normale Stehhöhe erweitert werden können.

## Vor- und Nachteile
Vorteile
- Im Vergleich zu gewöhnlichen Wohnwagen haben Falt-/Klappcaravans eine während der Fahrt teilweise deutlich verminderte Bauhöhe, bieten daher während der Fahrt einen geringeren Luftwiderstand und vermindern daher:
  - den Kraftstoffverbrauch des Zugfahrzeugs während der Fahrt sowie
  - die Seitenwind-Empfindlichkeit.

Nachteile
Nachteilig ist, dass der Wohnanhänger in der Regel nicht sofort während Rast- und Ruhepausen genutzt werden kann, sondern erst auseinandergeklappt werden müsste.

## Bilder

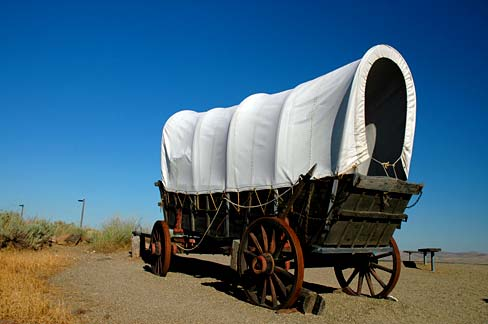
Die Idee basiert auf den alten Planwagen
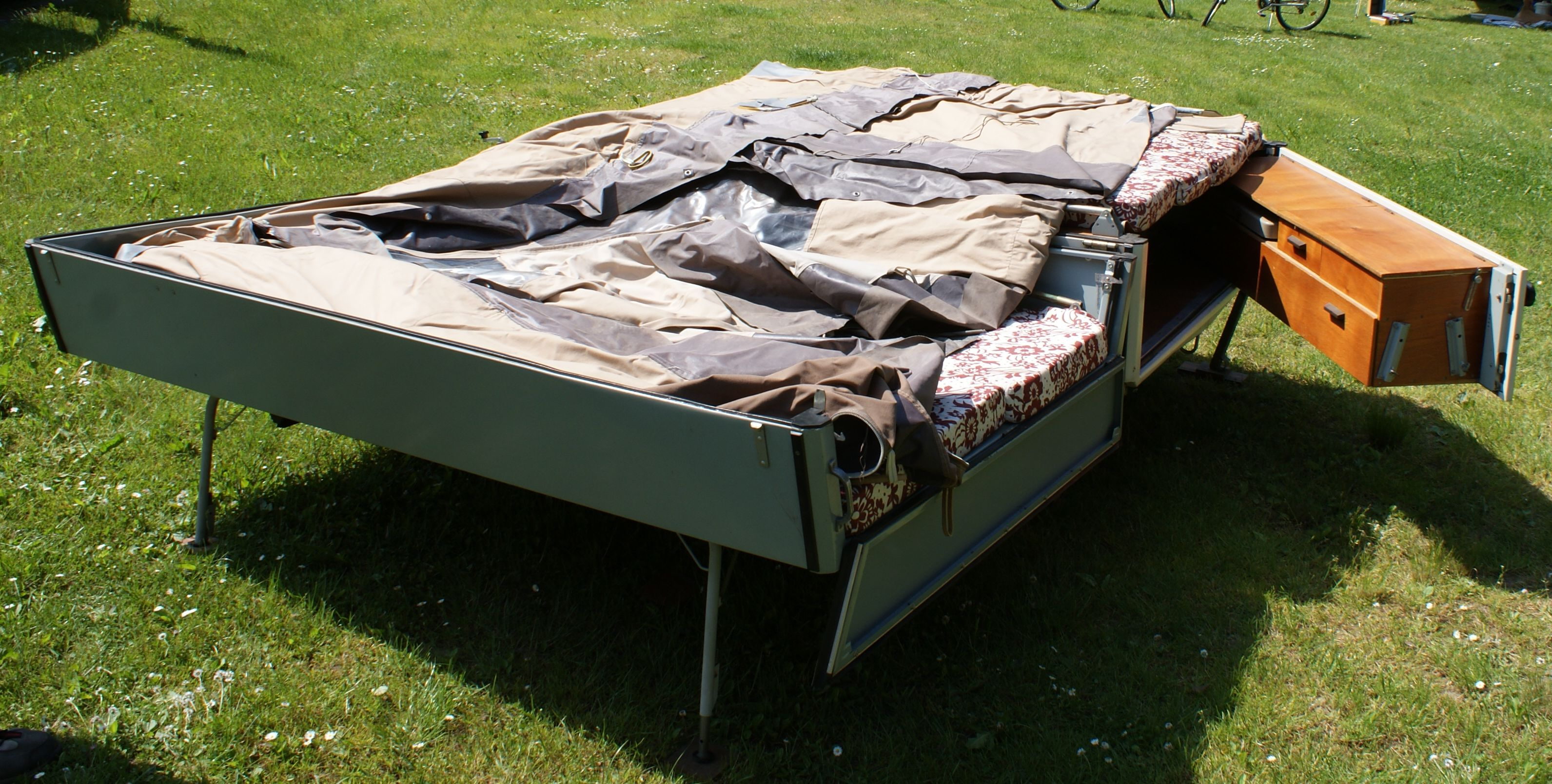
Camptourist CT6-2W während des Aufbaus
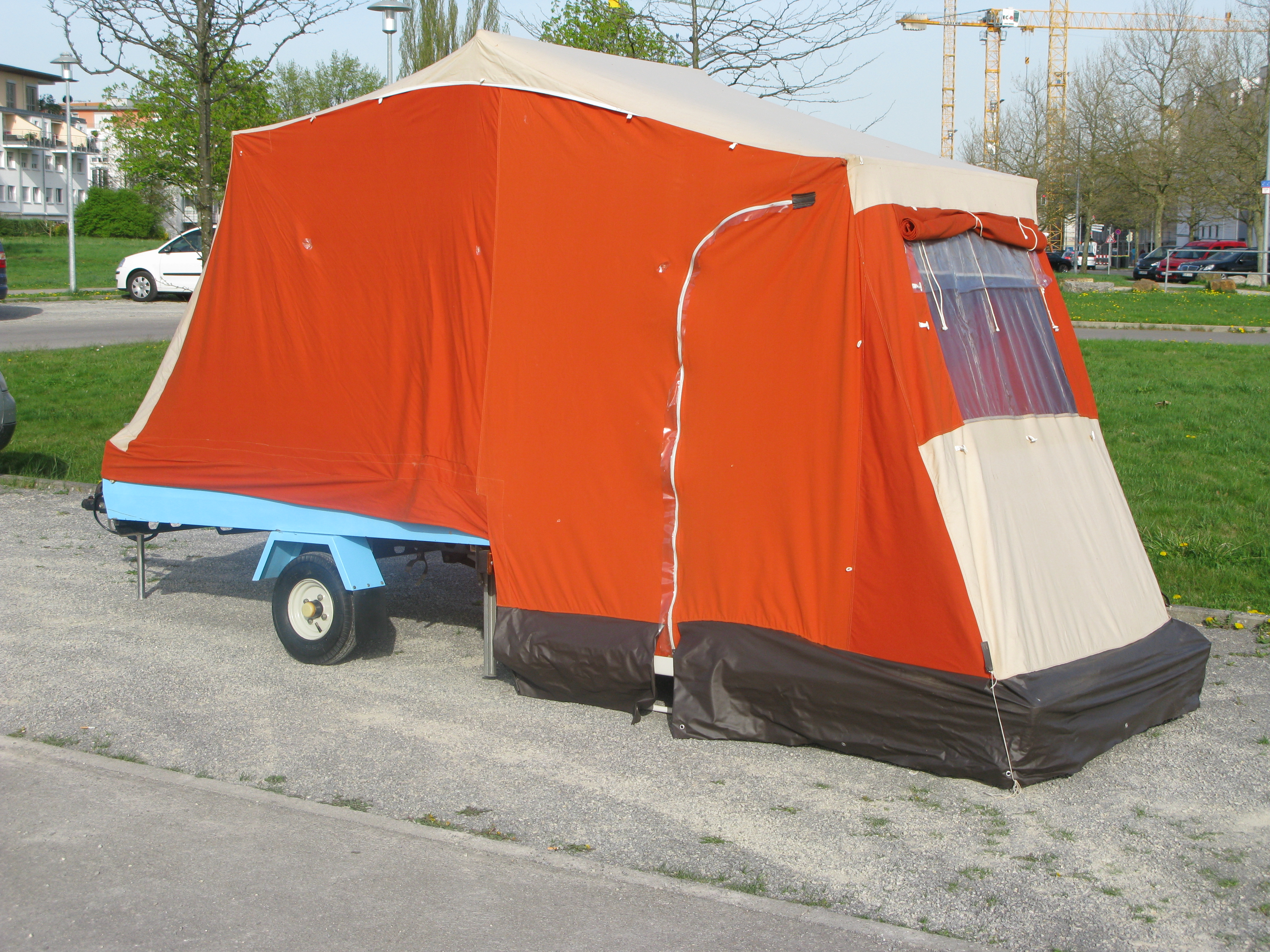
Aufgebauter Rhön Universal
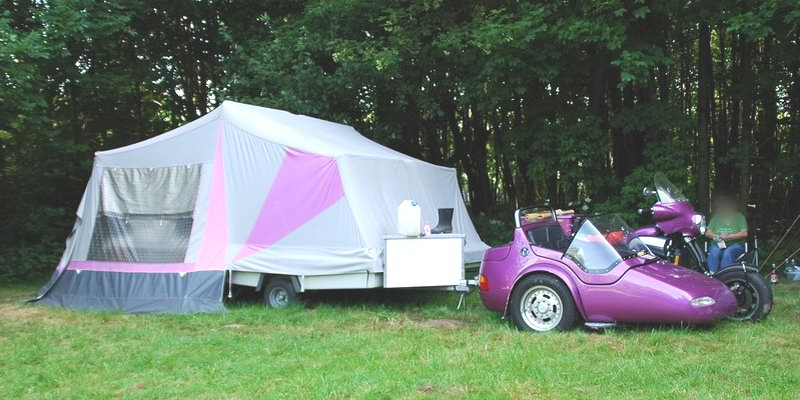
Faltwohnwagen an einem Motorradgespann
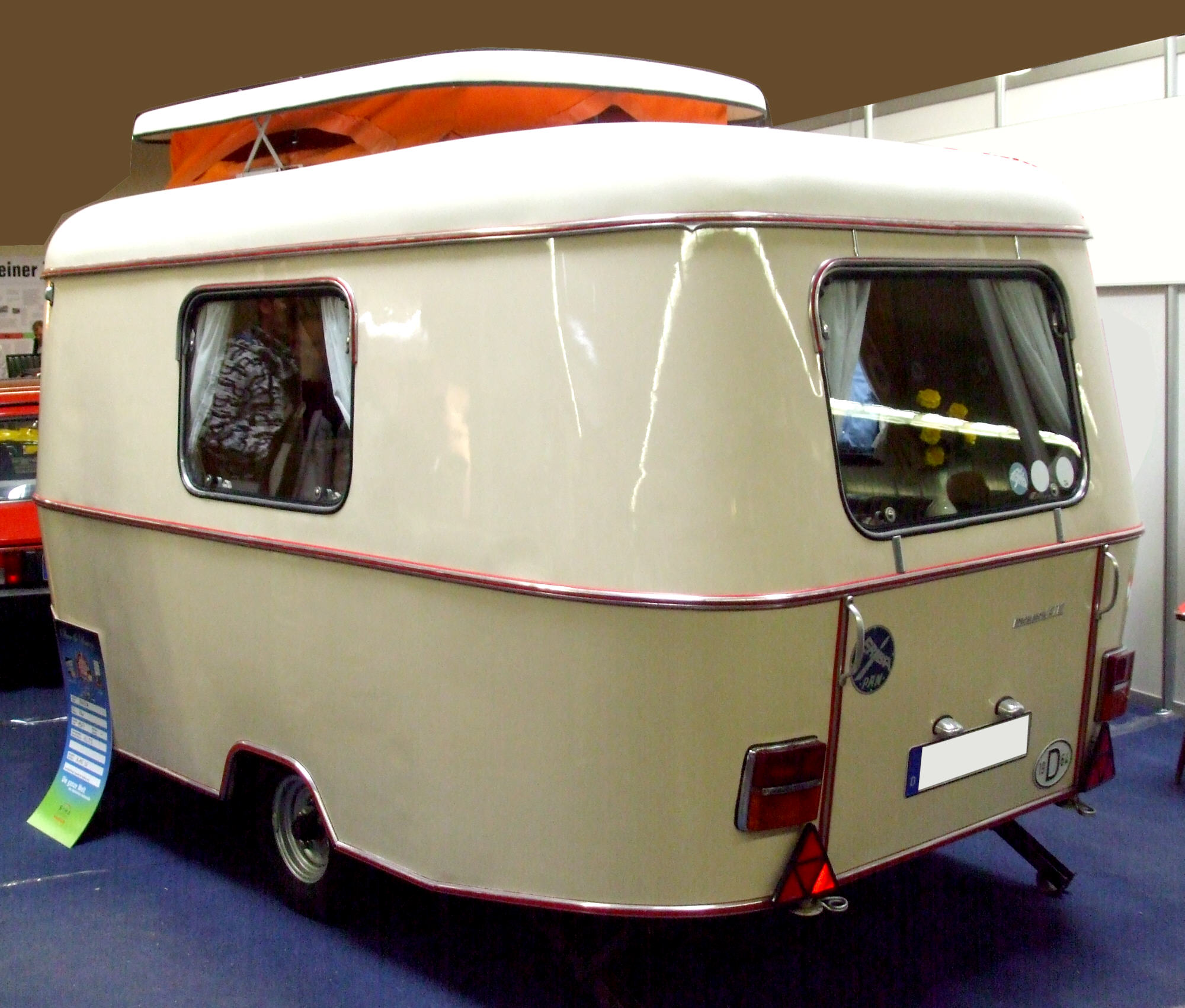
Eriba Pan mit Aufstelldach/Hubdach